# Ellen Burstyn

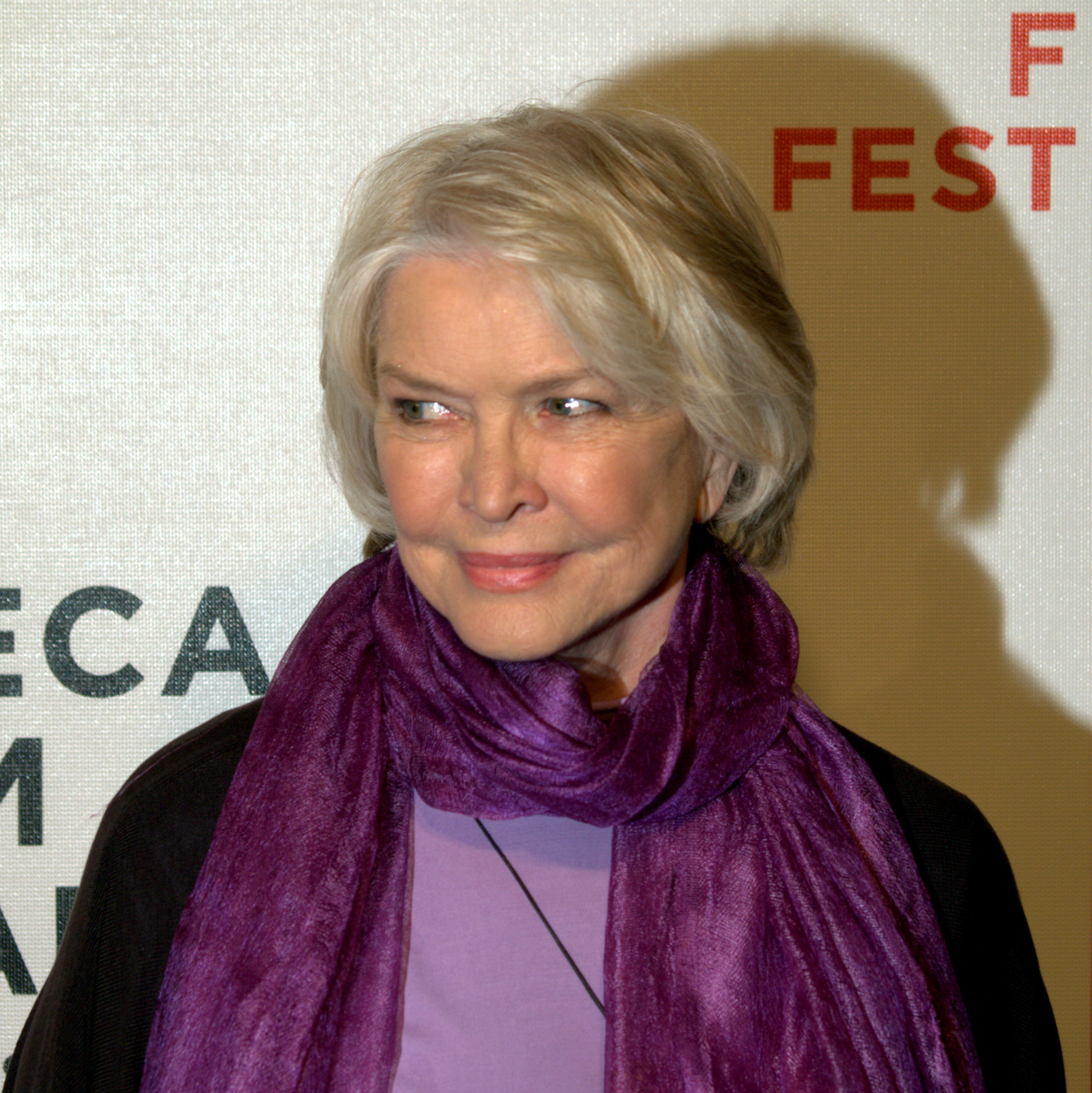
Ellen Burstyn (2009)

Ellen Burstyn, eigentlich Edna Rae Gillooly (* 7. Dezember 1932 in Detroit, Michigan), ist eine US-amerikanische Schauspielerin. Sie war insgesamt sechsmal für den Oscar nominiert und erhielt diesen Preis 1975 für ihre Hauptrolle in Alice lebt hier nicht mehr.

## Leben
Ellen Burstyn verließ früh die High School, um sich auf ihre Model-Karriere zu konzentrieren, während sie zusätzlich noch in Kaufhäusern arbeitete. 1957 trat sie erstmals als Darstellerin am Broadway auf. Sie wechselte ganz zur Schauspielerei und übernahm verschiedene Rollen in Fernsehserien. 1963 zog sie nach New York, um dort am renommierten Actors Studio von Lee Strasberg Schauspielunterricht zu nehmen.

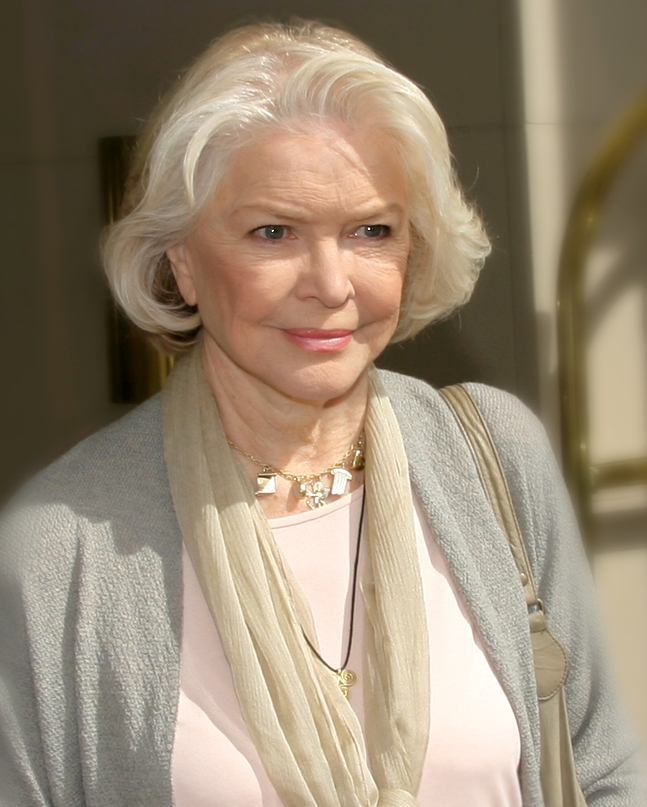
Ellen Burstyn (2007)

Der Durchbruch gelang ihr mit der Rolle der Lois Farrow in Peter Bogdanovichs Die letzte Vorstellung von 1971, für die sie auch eine Oscar-Nominierung erhielt. Im folgenden Jahr spielte sie die Mutter der besessenen Regan im Horror-Klassiker Der Exorzist, wofür sie erneut eine Oscarnominierung erhielt. Durch den großen internationalen Erfolg des Films (er war der erste, der mehr als 100 Millionen US-Dollar einspielte) wurde sie einem größeren Publikum bekannt. Während der Dreharbeiten zu dem Horrorfilm zog sich Ellen Burstyn eine langwierige Rückenverletzung zu, als sie bei einem von ihr persönlich durchgeführten Stunt mit einem Seil, das um ihre Taille gebunden war, heftig zu Boden geworfen wurde.
1974 verwirklichte sie ein Projekt, das ihr sehr am Herzen lag: In dem Film Alice lebt hier nicht mehr spielte sie eine junge Witwe, die mit ihrem Sohn eine zweite Chance im Leben sucht. Burstyn wurde dafür zum dritten Mal für den Oscar nominiert und gewann diesmal die Auszeichnung; sie selbst hatte sich für die Nominierung der norwegischen Schauspielerin Liv Ullmann eingesetzt.
Im gleichen Jahr erhielt sie auch den Tony Award für ihre Leistung im Broadway-Stück Same Time, Next Year, das 1978 von Robert Mulligan verfilmt wurde. An der Seite von Alan Alda übernahm sie darin die Rolle, die sie auch in der Broadway-Aufführung gespielt hatte und wurde erneut für den Oscar nominiert. Mit Der starke Wille heimste sie 1980 wiederum viel Kritikerlob ein, bevor ihre Filmkarriere in den 1980ern einen Knick bekam. Ihr wurden nun vor allem Rollen in Fernsehfilmen angeboten, und ihre eigene Sitcom The Ellen Burstyn Show wurde 1987 nach einem Jahr abgesetzt.
Burstyn konzentrierte sich in dieser Zeit aufs Theater und die Förderung des Schauspielernachwuchses. Dafür kehrte sie zum Actors Studio nach New York zurück und arbeitete dort als Schauspiellehrerin. Nach dem Tod des Gründers Lee Strasberg übernahm sie dort an der Seite von Al Pacino die künstlerische Leitung. Von 1982 bis 1985 war sie zudem Präsidentin der Actors' Equity Foundation, einer Schauspieler-Gewerkschaft.
Aufmerksamkeit auf der Kinoleinwand erregte sie erst im Jahr 2000 wieder – mit der Rolle der Sara Goldfarb im Drogendrama Requiem for a Dream. Für ihre Leistung in diesem Film war sie nach langer Zeit abermals für einen Oscar nominiert. 2009 erhielt sie für ihren Gastauftritt als Bernadette Stabler in der Serie Law & Order: Special Victims Unit (Episode 10x03 Rückschlag (Swing)) nach vier vorangegangenen Nominierungen ihren ersten Emmy. Diese Rolle spielt sie seit 2021 wiederkehrend in der Serie Law & Order: Organized Crime.
Ellen Burstyn war dreimal verheiratet. Von 1951 bis 1957 mit dem Dichter William Alexander, von 1958 bis 1962 mit dem Regisseur Paul Roberts sowie von 1964 bis 1972 mit dem Schauspieler Neil Burstyn. Aus ihrer zweiten Ehe hat sie einen Sohn.

## Filmografie (Auswahl)
- 1958: Kraft Television Theatre (Fernsehserie, 1 Episode)
- 1961: Cheyenne (Fernsehserie, 1 Episode)
- 1962: Perry Mason (Fernsehserie, 1 Episode)
- 1964: Goodbye Charlie
- 1965: The Doctors (Fernsehserie, 41 Episoden)
- 1966: Time Tunnel (The Time Tunnel, Fernsehserie, 1 Episode)
- 1967–1968: Iron Horse (Fernsehserie, 9 Episoden)
- 1970: Wendekreis des Krebses (Tropic of Cancer)
- 1971: Die letzte Vorstellung (The Last Picture Show)
- 1972: Der König von Marvin Gardens (The King of Marvin Gardens)
- 1973: Der Exorzist (The Exorcist)
- 1974: Alice lebt hier nicht mehr (Alice Doesn’t Live Here Anymore)
- 1974: Harry und Tonto (Harry and Tonto)
- 1974:	Bluff am Donnerstag (Thursday's Game)
- 1977: Providence
- 1978: Nächstes Jahr, selbe Zeit (Same Time, Next Year)
- 1980: Der starke Wille (Resurrection)
- 1981: Der Jean-Harris-Prozeß (The People vs. Jean Harris)
- 1984: Der Ambassador (The Ambassador)
- 1985: … und fanden keinen Ausweg mehr (Surviving: A Family in Crisis, Fernsehfilm)
- 1986–1987: The Ellen Burstyn Show (Fernsehserie, 13 Episoden)
- 1987: Dear America – Briefe aus Vietnam (Dear America: Letters Home from Vietnam, Stimme von Mrs. Stocks)
- 1991: Entscheidung aus Liebe – Die Geschichte von Hilary und Victor (Dying Young)
- 1994: When a Man Loves a Woman – Eine fast perfekte Liebe (When a Man Loves a Woman)
- 1994: Allein gegen die Unterwelt (Getting Gotti, Fernsehfilm)
- 1995: Ein amerikanischer Quilt (How to Make an American Quilt)
- 1995: Herz einer Unbeugsamen (Follow the River, Fernsehfilm)
- 1996: Die Geschichte vom Spitfire Grill (The Spitfire Grill)
- 1996: Mutter mit Fünfzehn (Our Son, the Matchmaker)
- 1997: Scharfe Täuschung (Deceiver)
- 1998: Leben und lieben in L.A. (Playing by Heart)
- 2000: Requiem for a Dream
- 2000: The Yards – Im Hinterhof der Macht (The Yards)
- 2000–2002: That’s Life (Fernsehserie, 36 Episoden)
- 2002: Die göttlichen Geheimnisse der Ya-Ya-Schwestern (Divine Secrets of the Ya-Ya Sisterhood)
- 2002: Roter Drache (Red Dragon)
- 2005: Mrs. Harris – Mord in besten Kreisen (Mrs. Harris)
- 2006: The Fountain
- 2006: The Wicker Man
- 2008: Immer noch Liebe! (Lovely, Still)
- 2008: Das Mädchen mit dem Diamantohrring (The Loss of a Teardrop Diamond)
- 2008: Law & Order: Special Victims Unit (Fernsehserie, Episode 10x03)
- 2008: W. – Ein missverstandenes Leben (W.)
- 2009: Greta (According to Greta)
- 2009: Der große Traum vom Erfolg (The Mighty Macs)
- 2010: Main Street
- 2011: Another Happy Day
- 2014: Flowers in the Attic – Blumen der Nacht (Flowers in the Attic, Fernsehfilm)
- 2014: La voie de l’ennemi (Two Men in Town)
- 2014: Draft Day
- 2014: Petals on the Wind (Fernsehfilm)
- 2014: Louie (Fernsehserie, 5 Episoden)
- 2014: Interstellar
- 2015: Für immer Adaline (The Age of Adaline)
- 2016: House of Cards (Fernsehserie, 5 Episoden)
- 2016: Wiener Dog
- 2017: Der schrille Klang der Freiheit (The House of Tomorrow)
- 2018: The Tale – Die Erinnerung (The Tale)
- 2019: American Woman
- 2019: Lucy in the Sky
- 2020: Pieces of a Woman
- 2021: Queen Bees – Im Herzen jung (Queen Bees)
- seit 2021: Law & Order: Organized Crime (Fernsehserie)
- 2022: Three Months
- 2023: Der Exorzist – Bekenntnis (The Exorcist: Believer)
- 2023: Mother, Couch

## Auszeichnungen (Auswahl)
- 1971 Oscar-Nominierung (Beste Nebendarstellerin, Die letzte Vorstellung)
- 1971 Golden-Globe-Nominierung (Beste Nebendarstellerin, Die letzte Vorstellung)
- 1973 Oscar-Nominierung (Beste Hauptdarstellerin, Der Exorzist)
- 1973 Golden-Globe-Nominierung (Beste Hauptdarstellerin, Der Exorzist)
- 1975 Oscar (Beste Hauptdarstellerin, Alice lebt hier nicht mehr)
- 1975 BAFTA Award (Beste Hauptdarstellerin, Alice lebt hier nicht mehr)
- 1975 Golden-Globe-Nominierung (Beste Hauptdarstellerin, Alice lebt hier nicht mehr)
- 1975 Tony Award (Beste Hauptdarstellerin, Nächstes Jahr, selbe Zeit (Broadway-Musical))
- 1978 Golden Globe (Beste Hauptdarstellerin, Nächstes Jahr, selbe Zeit)
- 1978 Oscar-Nominierung (Beste Hauptdarstellerin, Nächstes Jahr, selbe Zeit)
- 1980 Oscar-Nominierung (Beste Hauptdarstellerin, Der starke Wille)
- 1980 Golden-Globe-Nominierung (Beste Hauptdarstellerin, Der starke Wille)
- 2000 National Board of Review (Career Achievement Awards)
- Requiem for a Dream – Auszeichnungen:
  - 2001 Boston Society of Film Critics Award (Beste Hauptdarstellerin)
  - 2001 Chicago Film Critics Association Award (Beste Hauptdarstellerin)
  - 2001 Florida Film Critics Circle Award (Beste Hauptdarstellerin)
  - 2001 Independent Spirit Award (Beste Hauptdarstellerin)
  - 2001 Kansas City Film Critics Circle Award (Beste Hauptdarstellerin)
  - 2001 Las Vegas Film Critics Society Award (Beste Hauptdarstellerin)
  - 2001 Online Film Critics Society Award (Beste Hauptdarstellerin)
  - 2001 Phoenix Film Critics Society Award (Beste Hauptdarstellerin)
  - 2001 Satellite Award (Beste Hauptdarstellerin)
  - 2001 Southeastern Film Critics Association Award (Beste Hauptdarstellerin)
  - 2001 Stockholm International Film Festival Award (Beste Hauptdarstellerin)
- Requiem for a Dream – Nominierungen:
  - 2001 Oscar (Beste Hauptdarstellerin)
  - 2001 Golden Globe (Beste Hauptdarstellerin)
  - 2001 Dallas-Fort Worth Film Critics Association Award (Beste Hauptdarstellerin, dritter Platz)
  - 2001 National Society of Film Critics Award (Beste Hauptdarstellerin, dritter Platz)
  - 2001 New York Film Critics Circle Award (Beste Nebendarstellerin, dritter Platz)
  - 2001 Online Film Critics Society Award (Bestes Ensemble)
  - 2001 Saturn Award (Beste Hauptdarstellerin)
  - 2001 Screen Actors Guild Award (Beste Hauptdarstellerin)
  - 2001 Toronto Film Critics Association Awards (Beste Nebendarstellerin, zweiter Platz)
  - 2001 Utah Film Critics Association Award (Beste Hauptdarstellerin)
  - 2001 Vancouver Film Critics Circle Award (Beste Hauptdarstellerin)
- 2008 Genie Award (Beste Hauptdarstellerin, The Stone Angel)
- 2009 Emmy Award (Beste Nebendarstellerin in einer Dramaserie, Law & Order: Special Victims Unit)
- 2013 Emmy Award (Beste Nebendarstellerin in einer Miniserie oder einem Fernsehfilm, Political Animals)
- 2013 American Theater Hall of Fame (Aufnahme)
- 2016 CineMerit Award des Filmfest München